# コリーヌ・フォックス
コリーヌ・マリー・フォックス（Corinne Marie Foxx、1994年2月15日 - ）は、アメリカ合衆国のモデル、女優、テレビプロデューサーで、職種によってはコリーヌ・フォックスとして知られている。俳優で歌手のジェイミー・フォックスの娘もある。彼女は、シエラキャニオン高校、南カリフォルニア大学（USC）、およびさまざまな演劇学校に通っていた。

## 若いころ
フォックスは、ロサンゼルスで、ジェイミー・フォックスという芸名で知られるエリック・マーロン・ビショップと、彼の元ガールフレンドであるコニー・クラインとの間に生まれた。高校時代は、Sierra Canyon Schoolでチアリーダーとして活躍し、2011年にはAmerican Cheerleaderの表紙を飾った。彼女は南カリフォルニア大学に通い、2016年のクラスに所属していた。大学ではパブリック・リレーションズを学び、高校時代に続いてチアリーダーとしても活躍し、Pi Beta Phi友愛会にも所属していた。大学卒業後は、ハワード・ファイン・アクティングスタジオとアメリカン・アカデミー・オブ・ドラマティック・アーツに通った。

## キャリア
6歳の時には『The Jamie Foxx Show』にカメオ出演し、成長期には定期的に父親の付添相手としてレッドカーペットに登場していた。『Sweet / Vicious』に出演し、2016年にはミス・ゴールデングローブを務めた。2018年には『Beat Shazam』（彼女の父親がホストを務める番組）の第2シーズンのDJとして発表され、父親の監督デビュー作『All-Star Weekend』にも出演している。2019年5月20日に初公開された第3シーズンでは、『Beat Shazam』のDJ役に復帰した。
2014年11月に開催されたBal des débutantesで正式なモデルデビューを果たした。2014年にモデル活動を開始した彼女は、ラルフ・ローレンやドルチェ＆ガッバーナ、ケネスコール、Wet 'n' Wild cosmeticsといったブランドを担当している。2016年にはカニエ・ウェストの「Yeezy」ラインナップのために歩いてニューヨーク・コレクションでデビューし、2017年9月にはシェリー・ヒルの2018年春のラインナップのためにニューヨーク・コレクションを歩いた。
2019年には、ホラー映画の続編『海底47m 古代マヤの死の迷宮』でサーシャを演じた。

## 私生活
2014年末から2015年にかけて、父親の出生時の姓であるビショップ（ジェイミー・フォックスはエリック・マーロン・ビショップとして生まれた）を名乗っていたフォックスは、フォックスという姓を採用した。

## フィルモグラフィ

### 映画
| 年     | 作品名                     | 役名         | 備考 |
| ------ | -------------------------- | ------------ | ---- |
| 2019年 | 海底47m 古代マヤの死の迷宮 | サーシャ     |      |
| 2020年 | Safety                     | Kaycee Stone |      |
| 2021年 | All-Star Weekend           | Suyin        | 完了 |

### テレビ
| 年     | 番組名                             | 役割                                       | 備考                                                           |
| ------ | ---------------------------------- | ------------------------------------------ | -------------------------------------------------------------- |
| 2013年 | 第86回アカデミー賞                 | オンステージダンサー（子どもたちを連れて） | TVスペシャル; 『怪盗グルーのミニオン危機一発』より「ハッピー」 |
| 2013年 | デビッド・ブレイン：Real or Magic  | 彼女自身                                   | TVスペシャル                                                   |
| 2016年 | Sweet/Vicious                      | レイチェル・エイブラムス                   | エピソード：All Eyez on Me                                     |
| 2018年 | Carpool Karaoke                    | 彼女自身                                   | エピソード：ジェイミー・フォックス＆コリーヌ・フォックス       |
| 2019年 | Live in Front of a Studio Audience | テルマ                                     | エピソード：「All in the Family」と「Good Times」              |
| 2021年 | Dad Stop Embarrassing Me!          |                                            | 製作総指揮                                                     |

### ミュージックビデオ
| 年     | 作品名                           | 役割                       | 備考                   |
| ------ | -------------------------------- | -------------------------- | ---------------------- |
| 2013年 | ファレル・ウィリアムス：ハッピー | ダンサー（ノンクレジット） | ミュージックビデオ短編 |